# Cuautepec, Guerrero
Cuautepec är en kommunhuvudort i Mexiko.   Den ligger i kommunen Cuautepec och delstaten Guerrero, i den södra delen av landet, 300 km söder om huvudstaden Mexico City. Cuautepec ligger 200 meter över havet och antalet invånare är 3 483.
Terrängen runt Cuautepec är kuperad österut, men västerut är den platt. Runt Cuautepec är det glesbefolkat, med 19 invånare per kvadratkilometer. Närmaste större samhälle är Cruz Grande, 13,2 km väster om Cuautepec. Omgivningarna runt Cuautepec är en mosaik av jordbruksmark och naturlig växtlighet.